# Cratere Shakespeare
Shakespeare è un cratere d'impatto presente sulla superficie di Mercurio, a 47,79° di latitudine nord e 152,25° di longitudine ovest. Il suo diametro è di poco inferiore ai 400 km.
Il cratere è dedicato al drammaturgo inglese William Shakespeare. A sua volta il cratere dà il nome alla maglia H-3, precedentemente nota come Caduceata.